# Мясников, Дмитрий Николаевич
Дмитрий Николаевич Мясников (род. 4 января 1990 года) — российский шорт-трекист. Бронзовый призёр Универсиады 2013 (в эстафете).Серебряный призер Универсиады 2015 (в эстафете).Мастер спорта Международного класса России по конькобежному спорту. Личный тренер: Андрей Максимов.

## Спортивные достижения
В сборной РФ — c 2009 года.  Участвовал в Чемпионате мира среди юниоров 2009 (Шербрук, Канада).
Бронзовый призёр Универсиады 2013 (в эстафете).
Чемпион России в эстафете на 5000 метров в 2010, 2011.
Серебряный призёр Чемпионата России в эстафете на 5000 метров 2012, 2013.
Участник Первенства Мира среди юниоров в 2009 году: многоборье 18 место, 1500 м. - 21 место, 500 м.- 12 место, 1000 м. - 22 место, эстафета 3000 м. - 5 место.

## Образование
Башкирский институт физической культуры